# 固定費用
固定費あるいは固定費用（こていひよう、英: fixed cost）とは、資本設備を一定としたとき、生産量の変化に関わりなく生じる（一定の）費用をいう。
英語では「fixed cost」という用語で決まっているが、日本語では会計学・経理・経営学などでは「固定費」という訳語が一般的で、経済学では「固定費」や「固定費用」という訳語を用いるようで一定しない。

## 経済学
経済学において、資本設備を一定と仮定したとき、生産量の変化に関わりなく生じる（一定の）費用のことを「固定費用」と呼んでいる。固定費用とは反対に、資本設備を一定としたとき、生産量とともに変化する費用を変動費用（または可変費用）という。
ただし、それらの内容は経済学者により、また視点の違いによって異なる。教科書的知識では、1つの工場経営の視点から、減価償却費用を固定費用とし、変動費用を原材料費用と賃金費用としている。しかし、アルフレッド・マーシャルは減価償却費用を2つに分け、生産を行っても行わなくても生ずる損耗部分、すなわち不変的減価償却費用を固定費用に、使用に伴い損耗する可変的減価償却費用を変動費用に加えた。固定費用はこの不変的減価償却と地代と管理的な職員の給与を加えたもので、マーシャルはこれを、間接費用（または補足的費用）と呼んだ。また、原材料費用と賃金費用と不変的減価償却費用を直接費用（または間接的費用）と呼んだ。利子はイギリスの経済学では伝統的に利潤からの分岐で費用ではないが、フランス・ドイツなど大陸の経済学ではレオン・ワルラスのように費用として扱い、固定費用に入れられる。ミハウ・カレツキも同様である。このような経済学の基礎には、賃金を受け取る労働者と給与を受け取るホワイトカラーとを区別する階級性が社会の根底にあり、賃金は、出来高または時間によって支払われるものだから変動費用であるという考え方がある。しかし、現代資本主義、特に日本では、賃金の給与化が進み固定費用化し、それに伴って短期の下では固定費用分野が大きくなり、生産費用の増加とともに平均費用の逓減傾向を決定付けている。

## 会計学・経営学など
固定費は、会計学・管理会計・経営学などにおける概念としても用いられている。
ただし財務会計においては、直接原価でなく全部原価に基いて原価計算が行われているため、財務諸表上は、変動費と固定費は区分されていない。両者を区分するためには、財務諸表上の数値から変動費と固定費を推定することが必要となる。その手法としては以下のものが挙げられる。
- 費目別精査法
- 最小自乗法
- 高低点法

なお「固定費」とは言うものの、あくまでも短期間で見た時に一定と見なせる費用のことであり、数年という長期で見てみると、実際には売り上げの増加に応じて増加することが多い。 